# セルギウスの凱旋門 (プーラ)

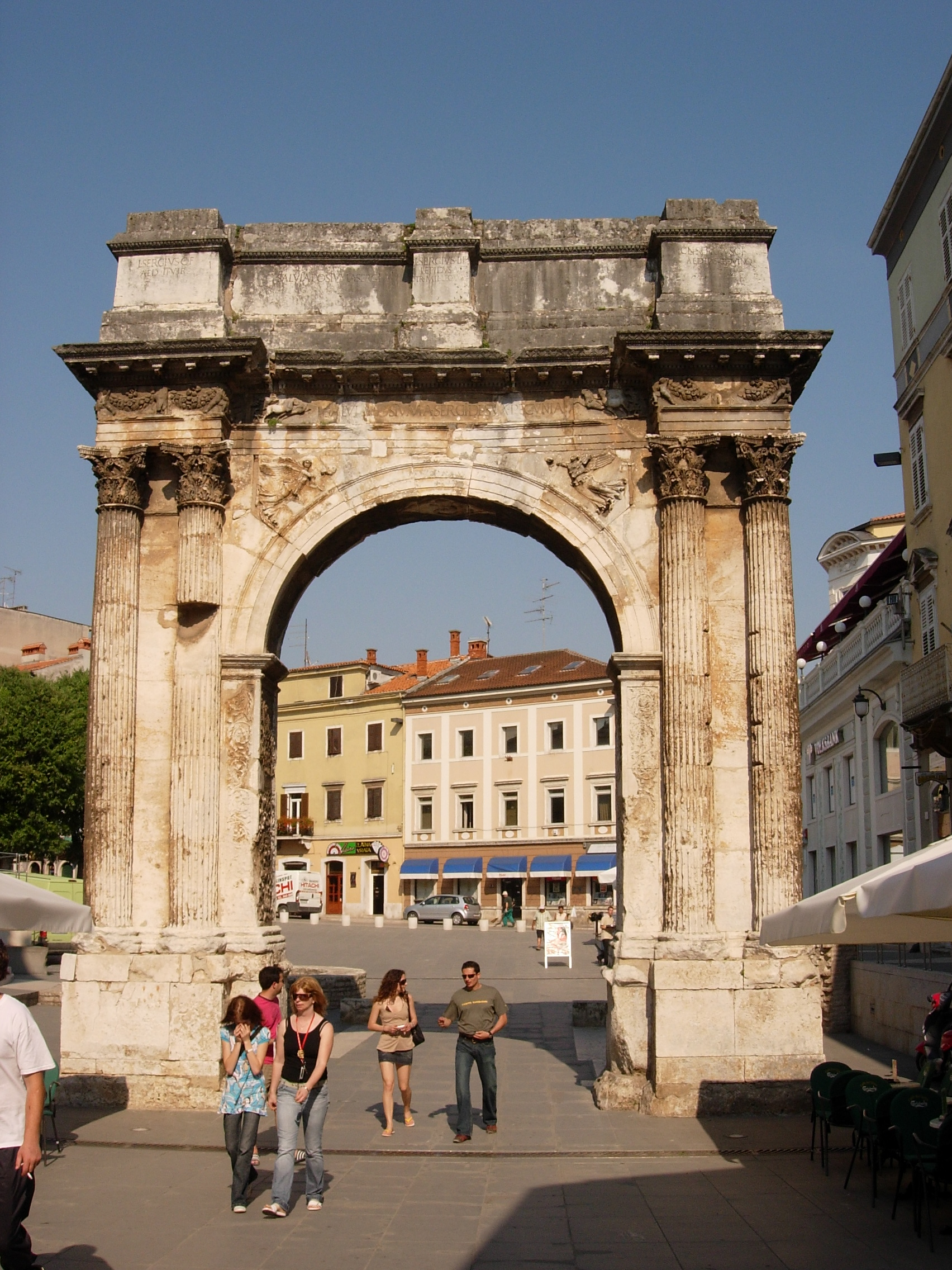
セルギウスの凱旋門（西面）

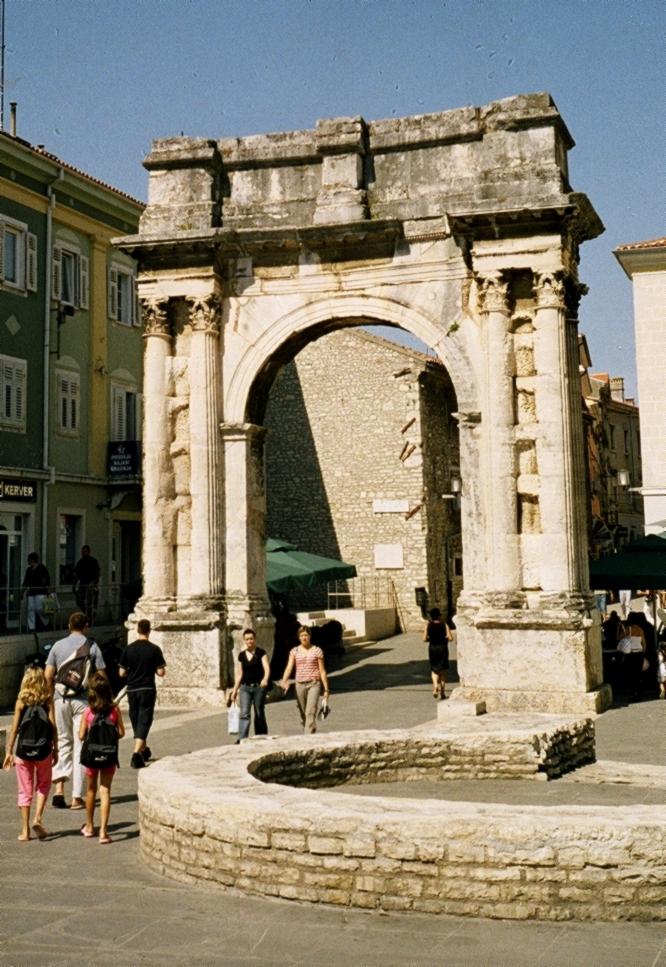
セルギウスの凱旋門（東面）

セルギウスの凱旋門（クロアチア語: Slavoluk Sergijevaca，英語: Triumphal Arch of the Sergi）は、クロアチア北西部のイストリア半島先端のプーラにある古代ローマ時代に造られた凱旋門。黄金の門（Zlatna vrata，Golden Gate）とも呼ばれている。

## 概要
この凱旋門は、門に刻まれた碑文によるとアクティウムの海戦で活躍した第29軍団のルキウス・セルギウス・レピドゥス（Lucius Sergius Lepidus）の息子と、ガイウス・セルギウス（Gaius Sergius）及びルキウス・セルギウス（Lucius Sergius）を記念して、当地の有力者であったセルギウス家により前29年から前27年の間（別の説では前25年から前10年の間）に建てられた。 この門は古代の都市プーラを囲む城壁に設けられた門の内側に位置していて、表面に黄金の装飾が施されていたことから「金色の門（ラテン語: Porta Aurea）」とも呼ばれていた。
この門は中央に1つの通行路を持ち、両側をコリント式の円柱が支える形態である。建築様式や装飾はヘレニズムや小アジアの影響を受けており、門の西側（旧市街側）は細かく装飾（浮き彫り）が施されているが、東側（現在の新市街側）は殆ど装飾などがなされていない。スパンドレル部分には勝利の女神の浮き彫りが、フリーズ部分には戦車競走の浮き彫りや植物の浮き彫りが施されている。通行路に面した内側面には植物の浮き彫りが全面になされると共に、頭上の最も高いところの浮き彫りだけは鷹である。

## 碑文
屋根の部分（左側、中央、右側）
L(ucius) SERGIVS C(ai) F(ilius) AED(ilis) IIVIR
L(ucius) SERGIVS F(ilius) LEPIDUS AED(ilis) TR(ibunus) MIL(itaris) LEG(ions) XXIX
CN(aeus) SERGIVS C(ai) F(ilius) AED(ilis) IIVIR QUINQ(enalis)
フリーズ部分
SALVIA POSTHVMA SERGII DE SVA PECVUNIA
(CIL 5.50)  
碑文の概要は、（フリーズ部分の記述より）サルヴィア・ポストゥマ・セルギがセルギウス家の3人の功績者を讃えるためこの凱旋門を建てたとする。（アティック部分の記述より）功績のあった3人が列挙されているが、それぞれの間の関係までは記されていない。最も大きな功績を上げたのは中央に記されているルキウス・セルギウス・レピドゥスの息子（Fillius）で公共施設造営の責任者である按察官（Aedilis）であり第29軍団（Legions XXIX）で勝利を収めた（Tribunus Militaris）としている。

## アクセス
セルギウスの凱旋門は、旧市街の繁華街（Ulica Sergijevaca）と新市街の繁華街（Flanatička ulica）の境界にあり、プーラ市内で最も賑わう市内中心部に位置している。
- プーラ長距離バスターミナルから徒歩または市内バスで南西へ約1200m
- プーラ駅から徒歩で南へ約1300m